# Arthur Gould
Arthur Joseph Gould (Newport, 10 de octubre de 1864 — 2 de enero de 1919) fue un jugador británico de rugby que se desempeñó como centro o fullback.
Fue capitán de los Dragones rojos y es considerado el mejor jugador del siglo XIX por su defensa; seguro y efectivo tackle, agilidad, velocidad y habilidad de pies; pateaba con ambos y poseía un despeje eficaz. Desde 2016 es miembro del World Rugby Salón de la Fama.

## Biografía
De niño lo apodaron Monkey porque a menudo se colgaba de los árboles. Trabajó como contratista y luego de ser suspendido invirtió sus ahorros poniendo un bar que atendió hasta su fallecimiento.

### Carrera
Debutó en Newport RFC con 18 años en 1882. Sus cinco hermanos también fueron destacados jugadores de rugby: Bob Gould y Bert Gould llegaron al seleccionado, mientras que Wyatt Gould jugó en el club hasta 1907 y compitió en carreras de vallas en los Juegos Olímpicos de Londres 1908.

## Selección nacional
Fue convocado a los Dragones rojos por primera vez en 1885 para enfrentar al XV de la Rosa, en 1889 fue nombrado capitán y ocupó el cargo hasta su retiro internacional en enero de 1897 ante el mismo rival.
"Monkey" Gould tuvo el récord como el centro con más partidos jugados en su seleccionado con 25, hasta 1994 cuando fue roto por Ieuan Evans.

### Asunto Gould
Su retiro internacional se debió a que en 1897 la World Rugby suspendió al jugador por profesionalismo, practica que estuvo totalmente prohibida en el rugby hasta 1995. La denuncia provino de la Rugby Football Union y la sanción a Gould produjo que la Welsh Rugby Union como protesta, se retirara del ente internacional.
Un año después, la Unión Galesa solicitó regresar a la World Rugby pero ésta le impuso una condición: Arthur Gould no podría ser convocado al seleccionado nunca más.

## Palmarés
- Campeón del Torneo de las Cuatro Naciones de 1893.